# Sithu Kyawhtin
Sithu Kyawhtin (tiếng Miến Điện: စည်သူကျော်ထင်, phát âm [sìθù tɕɔ̀tʰɪ̀ɴ]; cũng gọi là Narapati Sithu (နရပတိ စည်သူ, [nəɹa̰pətḭ sìθù])) là quốc vương cuối cùng của Ava từ năm 1551 đến năm 1555. Ông lên nắm quyền sau khi lật đổ Quốc vương Narapati III vào năm 1551, thành quả của cuộc nổi dậy kéo dài trong sáu năm của ông.
Trong thời kỳ làm quốc vương, ông có thể đoàn kết toàn bộ các thành viên của Liên minh những quốc gia của người Shan nhằm đối kháng trước một cuộc xâm chiếm tiềm tàng của Quốc vương Bayinnaung của vương triều Toungoo. Ông tìm kiếm một hòa ước với Bayinnaung song bị cự tuyệt. Liên minh do Ava lãnh đạo có thể đề kháng cuộc xâm chiếm ban đầu của Toungoo trong năm 1553 song không thể ngăn chặn một cuộc xâm chiếm lớn hơn vào một năm sau. Vị quốc vương vong quốc dành những năm còn lại của mình trong một khu đất tại Pegu (Bago). Ông đền đáp sự đối xử tốt này bằng cách trấn áp cuộc phản loạn năm 1565 tại kinh đô trong lúc Bayinnaung đang ở tại Chiang Mai. Ông được Bayinnaung trao nhiều vinh dự.

## Thân thế
Theo biên niên sử Zatadawbon Yazawin thì Sithu Kyahtin là người Miến. Tuy nhiên, các sử gia thời thuộc địa là Arthur Purves Phayre và G.E. Harvey thì cho rằng ông là người Shan. Phayre còn nói rằng ông là một con trai của Sawlon I của Mohnyin, là người chinh phục Ava. Những biên niên sử chính thức của Myanmar như Maha Yazawin và Hmannan Yazawin chỉ nói rằng Sithu Kyawhtin là một anh/em kết nghĩa của Sawlon II của Mohnyin.

## Thống đốc Salin
Những ghi chép biên niên sử thể hiện rõ rằng Sithu Kyawhtin là một đồng minh thân thiết với Mohnyin. Trong thập niên 1530, dưới sự trị vì của Quốc vương Thohanbwa của Mohnyin, Sithu Kyawhtin là thống đốc của Salin, một thành chiến lược ven sông Irrawaddy nằm cách khoảng 250 km về phía nam của Ava (Inwa). Quốc vương Narapati của Prome vào cuối thập niên 1530 gả em gái là Salin Mibaya cho Sithu Kyawhtin để hòa thân giữa hai quốc gia điều này thể hiện rằng Sithu Kyawhtin có lẽ là một nhân vật quyền lực trong triều đình của Thohanbwa. Sithu Kyawhtin có đóng góp trong nỗ lực chiến tranh của Ava chống Toungoo song để mất thành của mình cho quân Toungoo vào năm 1544. Trong chiến dịch mùa khô năm 1544–45, ông tái chiếm được Salin trong thời gian ngắn song đạo quân 3.000 người của ông cuối cùng chiến bại trước lực lượng Toungoo có quân số đông hơn. Ông chỉ có thể tẩu thoát, đơn thân tiến về phía tân đến vùng đồi Chin, nơi này đương thời thuộc nước Kale (Kalay)- một chư hầu của Mohnyin. Tại vùng đồi Chin, các tù trưởng địa phương phát hiện ra ông và họ đưa ông đến chỗ saopha (thủ lĩnh) của Kale, người này cho đưa ông đến Mohnyin.

## Quân chủ của Sagaing
Tại Mohnyin, Sithu Kyawhtin trở thành một nhân vật trong tâm trong kế hoạch của anh kết nghĩa Sawlon II nhằm lật đổ Quốc vương Hkonmaing tại Ava. Quân chủ của Mohnyin có bất mãn sâu sắc với Hkonmaing (người nước Onbaung), người này được trao vương vị của Ava sau khi Thohanbwa (người Mohnyin) bị ám sát. Sawlon II cho rằng vương vị của Ava đáng lý thuộc về Mohnyin do cha mình là Sawlon I từng lãnh đạo Liên minh các quốc gia Shan giành thắng lợi trước Quốc vương Narapati II của Ava vào năm 1527, và anh của mình là Thohanbwa từng cai trị Ava từ năm 1527 đến năm 1542. Tuy nhiên, Sawlon II cùng với những thủ lĩnh khác trong liên minh miễn cưỡng chấp thuận để Hkonmaing làm tân vương của Ava do mối đe dọa hiển hiện từ Toungoo. Tuy nhiên, sau những thất bại quân sự liên tiếp tạo cơ hội cho Toungoo đoạt được Trung Miến cho đến Pagan (Bagan), Sawlon II không còn chịu đựng được sự lãnh đạo của Hkonmaing. Trong tháng 4/5 năm 1545, Sawlon II phái Sithu Kyawhtin đem một đạo quân (5000 binh sĩ, 800 ngựa, 60 voi) đi lật đổ Hkonmaing.
Sithu Kyawhtin và đạo quân của ông tiếp quản thành Sagaing bên bờ tả của sông Irrawaddy ở ngay bên kia của Ava, song không thể chiếm được thành Ava được phòng vệ nghiêm ngặt. Tàn dư của Vương quốc Ava nay tiếp tục bị phân thành hai nửa: phần do Mohnyin kiểm soát ở phía tây của sông Irrawaddy (nay là vùng Sagaing và miền nam bang Kachin), và nửa phía đông do Hsipaw/Onbaung kiểm soát (khoảng miền bắc vùng Mandalay và miền tây bang Shan). Hai nửa duy trì chiến tranh ngay cả sau khi Hkonmaing từ trần vào khoảng tháng 9 năm 1545. Nhằm đối phó với kẻ thù ở bên kia sông, tân vương của Ava là Narapati III lập tức cầu hòa với Toungoo, và nhượng Trung Miến cho Toungoo để đổi lấy hòa bình.
Do biên giới phía nam được đảm bảo, Narapati III nỗ lực tái chiếm Sagaing. Ông ta ban đầu phái một đoàn đến trình bày trước Sithu Kyawhtin, song bị từ chối. Sau đó, Narapati III tấn công Sagaing song bị đẩy lui. Trong khi đó, Sithu Kyawhtin chứng tỏ là một quân chủ tài năng và giành được sự ủng hộ của dân cư trong khu vực. Ông thậm chí còn phóng thích các tù binh sau khi điều trị thương tích của họ, cho phép họ đi bất cứ nơi nào mà họ muốn. Nhiều người đến và gia nhập lực lượng của ông. Trong vài năm sau đó, ông trở thành một quân chủ hùng mạnh.
Việc Sithu Kyawhtin giành được sự ủng hộ đại chúng và ngày càng độc lập trong các chính sách khiến chủ của ông là Sawlon II cảm thấy bị đe dọa. Khoảng năm 1548/49, Sawlon II hành quân đến Sagaing song nhận thấy rằng chư hầu danh nghĩa của mình nay có vị thế mạnh hơn nhiều. Hai anh em kết nghĩa họp gần chùa Ponnya Shin gần Sagaing, và giải quyết những khác biệt, Sawlon II chấp thuận lui quân, hai quân chủ vẫn là đồng minh.
Sithu Kyawhtin khôi phục chiến tranh với Ava trong tháng 9 năm 1551. Ông có thể đã thúc đẩy tân vương của Toungoo là Bayinnaung tiến hành các chiến dịch nhằm khôi phục đế quốc. Thật vậy, Bayinnaung và quân của mình nỗ lực xâm chiếm Thượng Miến vào cuối tháng 9 trong lúc quân Sagaing của Sithu Kyawhtin đang bao vây Ava. Tuy nhiên, quân Toungoo quyết định đối phó với Pegu trước, và rút về. Ngay sau đó, Quốc vương Narapati III bỏ cuộc và chạy về phía nam với Bayinnaung.

## Quốc vương Ava
Sithu Kyawhtin đăng cơ vương vị Ava với tước Narapati IV, diễn ra khoảng tháng 10 năm 1551. Biết rằng Bayinnaung sẽ trở lại, ông lập tức tiến hành đảm bảo đoàn kết của toàn bộ các quốc gia trong liên minh, trong đó có cố quốc của Narapati III là Onbaung–Thibaw và Mohnyin. Đối diện với mối đe dọa hiện hữu, các quốc gia trong liên minh cam kết sự ủng hộ hoàn toàn của họ, gửi binh sĩ, lương thực vũ khí để chuẩn bị cho một cuộc xâm chiếm từ phía nam. Ông cũng nỗ lực trong ngoại giao với hy vọng có thể tránh được chiến tranh. Trong mùa khô 1552–1553, một đoàn sứ giả Ava do thống đốc của Saga Taung dẫn đầu đã đến Pegu (Bago), tại đây họ được tiếp đãi lịch thiệp từ triều đình Pegu, đoàn sứ giả Ava ở lại trong ba tháng song trở về trắng tay mà không có hòa ước.
Sithu Kyawhtin nay hoàn toàn chờ đợi chiến tranh, mặc dù nó đến sớm hơn ông nghĩ. Ngày 14 tháng 6 năm 1553, Bayinnaung phái 7000 tráng binh dưới quyền Thái tử Nanda và Minkhaung II của Toungoo đi xâm chiếm Thượng Miến. Bằng cách phát động chiến dịch trong mùa mưa, Toungoo hy vọng có thể đảm bảo yếu tố bất ngờ. Tuy nhiên, Sithu Kyawhtin có đủ chuẩn bị (5000 binh sĩ), chặn quân Toungoo tại Tada-U trong khi các đồng minh của ông (Mohnyin, Mogaung, Momeit, Onbaung, và Bhamo) đến cứu viện với 12.000 binh sĩ. Quân Toungoo đối diện với mùa mưa nên triệt thoái.
Thời gian ngưng chiến kéo dài hơn một năm, đến tháng 11 năm 1554, quân Toungoo phát động một cuộc xâm chiếm theo hai lộ, một đi ngược thung lũng Sittaung và một đi ngược thung lũng Irrawaddy. Quân phòng thủ Ava được hỗ trợ của chín quân đội liên minh khác (Bhamo, Kale, Mogaung, Mohnyin, Momeik, Mone, Nyaungshwe, Theinni và Onbaung-Thibaw) song không thể ngăn được quân Toungoo, và thành Ava thất thủ vào ngày 22 tháng 1 năm 1555. Sithu Kyawhtin và năm bầy tôi của ông cải trang để thoát khỏi thành, và chạy về phía đông để gia nhập quân của thủ lĩnh Onbaung song bị bắt trên đường tại Mekkhaya. Quốc vương vong quốc sau đó bị đưa đến Pegu để sống lưu vong.

## Sống tại Pegu
Tại Pegu, cựu vương được trao một khu đất với hơn 30 nô bộc. Ông báo đáp sự đối đãi tốt của Bayinnaung. Trong tháng 3/4 năm 1565, khi Bayinnaung ở tại Chiang Mai, một cuộc phản loại nổ ra tại Pegu. Sithu Kyawhtin được gọi đến nhằm giúp trấn áp phản loạn, và ông thành công. Bayinnaung hài lòng với công lao của Sithu Kyawhtin, trao cho Sithu Kyawhtin nhiều vinh dự hơn. Ông là một trong bốn cựu vương (cùng Mobye Narapati của Ava, Mekuti của Lan Na và Maha Chakkraphat của Xiêm) được Bayinnaung vinh danh tại lễ khánh thành cung Kanbawzathadi mới tái thiết vào ngày 16 tháng 3 năm 1568.